# Échalot
Échalot település Franciaországban, Côte-d’Or megyében. Lakosainak száma 97 fő (2022. január 1.). Échalot Minot, Léry, Poiseul-la-Grange, Salives és Étalante községekkel határos.

## Népesség
A település népességének változása:
| Lakosok száma | 172  | 133  | 118  | 100  | 103  | 98   | 95   | 95   | 95   | 97   |
|               | 1968 | 1982 | 1990 | 2006 | 2013 | 2015 | 2017 | 2019 | 2020 | 2022 |